# 渋谷駅駅員銃撃事件
渋谷駅駅員銃撃事件（しぶやえき えきいんじゅうげきじけん）は、2004年（平成16年）6月23日の朝に東京地下鉄（東京メトロ）半蔵門線の渋谷駅（東京都渋谷区渋谷二丁目）で発生した強盗殺人未遂事件。
加害者の熊谷 徳久（くまがい とくひさ）は同年4月中旬に刑務所を出所後、5月6日には東京駅（東京都千代田区）で地下資材置き場に火を点け逃走したほか、同月26日には神奈川県横浜市で警備会社事務所を襲撃し、同月29日には横浜中華街で中華料理店を経営していた男性（当時77歳）を射殺した（横浜中華料理店主射殺事件）。熊谷は刑事裁判で銃砲刀剣類所持等取締法違反・強盗殺人未遂・強盗殺人・建造物侵入・強盗未遂・現住建造物等放火未遂の罪に問われ、2011年（平成23年）3月の最高裁判決で死刑が確定。2013年（平成25年）9月に死刑を執行された。
東京都内の駅における発砲事件は、1994年（平成6年）10月に青物横丁駅（品川区／京急本線）で発生した品川医師射殺事件以来だった。なお最高裁が1983年（昭和58年）に死刑適用基準「永山基準」を示して以降、殺害された被害者が1人の事件で死刑が確定した事例は少数にとどまっている。本事件でも第一審・東京地裁 (2006) は殺害された被害者が1人にとどまっていることなどを理由に死刑を回避したが、東京高裁 (2007) は強固な計画性・（強盗致傷など多数の前科を有していた）被告人の犯罪性向の強さ・拳銃を使用した犯行の危険性・渋谷駅事件の被害者に重篤な後遺症が残った点などを重視し、原判決（第一審判決）を破棄（自判）して熊谷に死刑を宣告。当時、殺害された被害者が1人で、殺人前科のない被告人に死刑が言い渡された事例は異例だった。その後、最高裁 (2011) も控訴審の判断を是認した。

## 熊谷徳久
本事件の加害者である熊谷 徳久は1940年（昭和15年）5月8日生まれだが、戦災孤児でもう1つの戸籍があり、そちらでは「1938年（昭和13年）1月25日生まれ」となっている（後者の戸籍名は「入佐 求」）。熊谷本人は自著 (2006) で、「1938年1月25日に鹿児島県川辺郡枕崎町（現：枕崎市）で私生児として生まれた。自分の本来の名前は『求』（もとむ）だった」と述べている。
刑事裁判の第一審では無期懲役判決を、控訴審では死刑判決を言い渡され、2011年3月1日に最高裁で上告棄却判決を受ける。同年3月12日付で死刑が確定し、死刑囚・熊谷は2013年（平成25年）9月12日に収監先・東京拘置所で死刑を執行された（73歳没 / 法務大臣：谷垣禎一）。死刑確定後の2011年（平成23年）6月20日 - 8月31日には参議院議員・福島瑞穂が実施したアンケートに対し、「同年3月8日に（東京拘置所の独房から）脱走を企て、同月31日に懲罰（40日間）を受けた。また、同年6月24日にメガネのフレーム（鉄）で心臓を突き刺して自殺しようとしたができなかった」と述べている。

### 生い立ち
生まれてすぐに母親が失踪し、2歳ごろ（1940年〈昭和15年〉の早春）に父親が自殺。その後、父の兄（伯父）に引き取られたが、従兄弟（伯父の実子）たちと折り合いが悪く、枕崎大空襲（1945年7月29日）を機に伯父の家を出た。その後は鹿児島市内や国鉄門司港駅（福岡県門司市（現在の北九州市門司区））付近で浮浪児として過ごしていたが、しばらくして門司から遠出して駅で寝ていたところで夫婦に声を掛けられ、「熊谷」の姓を与えられ、炭鉱街に住む彼らの下で1か月間過ごした。その後は門司に戻り、成長すると門司や小倉で靴磨きなどをして生活していた。その後、当時炭鉱で栄えていた田川郡川崎町へ移り住み、国鉄豊前川崎駅で2か月ほど暮らしていたが、戦死した息子の妻・孫たちと4人で暮らしていた老婦人に拾われ、「徳久」の名前を与えられた。やがて小学校へ通うようになり、徳久自身もこの老婦人には心を開いていたが、老婦人（1887年〈明治20年〉生まれ）はそのころ（1949年〈昭和24年〉）に病死した。その後、徳久は老婦人の娘婿の下で育てられ、彼も義母と同様に徳久を可愛がっていたが、程なくして彼も病死した。徳久は強い愛情を注いでくれた彼らを強く慕っていたほか、それらの出来事を振り返り、「それ以来、何十年もふと『もし彼らが生きていたら、犯罪人生を歩むようにはならなかった』と思うことがあった」と述べている。
その後、老婦人の次女である女性に養子として引き取られたが、彼女の息子（徳久より4歳ほど年上）とともに盗みなどを働くようになり、それ以降は犯罪に手を染めるようになった。

### 前科・前歴
熊谷は以下のような前科前歴を有していた。
- 少年時代 - 窃盗4回・軽犯罪法違反1回の非行事実で計5回にわたり検挙された[8]。このうち、1957年（昭和32年）に検挙された窃盗の非行事実により中等少年院に送致されたほか、1959年（昭和34年）・1960年（昭和35年）にはそれぞれ窃盗の非行事実で特別少年院[注 6]に送致され、それぞれ収容施設内で矯正のための教育を受けた[8]。
- 1961年（昭和36年） - 1967年（昭和42年） - 成人後も盗癖が改善されず、手っ取り早く金が欲しいなどと思って侵入窃盗などを繰り返し、前後6回（窃盗5回・窃盗未遂1回）にわたり懲役刑に処され服役した[注 7][8]。
  - 1967年8月18日に東京簡易裁判所で懲役1年10月の実刑判決が確定し、福岡刑務所に服役した[47]（1969年〈昭和44年〉6月17日に出所）[48]。当初は更生することを決断していたが[47]、所内の工場で別の受刑者と喧嘩になって怪我をさせたことで懲罰房に入れられた[49]。一方、同所に服役していたヤクザの大親分・右翼の大物から影響を受け[50]、出所後には強く慕っていた右翼幹部に仕えた[注 8][52]。このころには心身共に充実した日々を送り、「将来大金を握ったら、薬物犯罪の追放運動を展開して、世の中のためになろう」と考えていた[53]。やがて横浜の戸部に住み、ベトナム戦争から帰還した米兵で賑わっていたディスコで働いたり[54]、スナックの経営・スロットマシンの売上などで金を儲け[55]、台湾出身の女性（最初の妻）と出会い[56]、結婚した[57]。しかし彼女は札付きのギャンブラーで[注 9][56]、「賭博はするな」と言った数日後に彼女（妻）が賭博で1,500万円の負けを作ったことに激怒し、いったんは離婚を決意[58]。その後思い直したが[59]、後述の強盗事件で服役した1979年に離婚した[60]。
- 1975年（昭和50年）・1976年（昭和51年） - 賭博遊技機による賭博に手を出すようになり、賭博罪で計3回にわたり罰金刑に処された[8]。
- 1977年（昭和52年）[8] - 常習賭博罪により逮捕され、横浜地方裁判所で懲役1年6月・執行猶予4年の判決を受けた[注 10][61]。
- 1978年（昭和53年）1月 - 傷害罪で罰金刑に処された[8]。
- 1978年10月31日[注 11][62] - 15時55分ごろ[62]、賭博ゲーム喫茶に代わる新たな事業の資金を捻出するため[注 12]強盗を企て[8]、地下鉄日比谷線・秋葉原駅の地下通路[62]で銀行から出てきた男性（55歳）[注 13]を追いかけ、白昼の地下鉄駅構内で柳刃包丁[注 14]を押し付けるなどして、手提げ鞄[注 15]などを強取し、男性に左腰部刺傷（全治1週間）の傷害を負わせた[注 16][8]。そのまま逃げようとしたが、地下鉄の乗客・駅員らに追いかけられて取り押さえられ[62]、強盗致傷・銃砲刀剣類所持等取締法（銃刀法）違反の容疑で万世橋警察署（警視庁）に逮捕され[64]、1979年（昭和54年）3月14日に東京地方裁判所で懲役5年の実刑判決を受けた[65]。これにより常習賭博の執行猶予も取り消され、刑期に1年6月が加算され、府中刑務所に服役した[65]。
  - 1985年（昭和60年）1月31日に仮出所し、再びスロットマシンの設置[66]・台湾からの烏龍茶の輸入事業などで働き[67]、伊勢佐木町の事務所で働いていたところ、保険外交員の女性と恋に落ち、彼女の妊娠を機に結婚[68]。横浜中華街のマンションで新妻の連れ子（当時11歳）とともに新婚生活を送り、披露宴から3か月後（1987年〈昭和62年〉10月9日）には娘が誕生した[注 17][69]。中華街で中華料理店「酔泉」を経営したり、歌舞伎町（東京）で中華饅頭の販売をしたりして成功を収め[70]、中国人留学生2人をアルバイトとして採用したが、中華饅頭の製造元との軋轢を抱えたり、銀座で新たに開店した店舗が裁判中の物件であることをオーナーから知らされなかったことなどに不信感を覚え、店を早々と閉めるようなこともあった[71]。しかしそのような中でも、原宿の表参道・渋谷で、中華饅頭の販売に成功し[72]、1989年（平成元年）11月3日（文化の日）には代々木公園で商売を始める[72]。当時の商売は上々で[73]、当時営んでいた屋台村はテレビの取材を受けてさらに売上を伸ばし[74]、本格的に銀座へ進出[75]。1992年（平成4年） - 1993年（平成5年）ごろには「（人生で）一番忙しい時期」を迎えていた[76]。しかしこのころ、アルバイトの中国人女性（専門学校生）が退職・帰国直前に、熊谷の順調な仕事ぶりに嫉妬した男子留学生からそそのかされて売上金を盗もうとした事件が発覚し、それ以降は徐々に売上が落ちていった[77]。また、この頃には本格的に事業を興そうとしていたが、妻[注 18]から「そんなお金はない」と告げられていた[78]。
  - また熊谷は中華饅頭の屋台を経営していた1993年（平成5年）、地回りから因縁をつけられることに備え、護身用として知人から拳銃を購入した[注 19][80]。この拳銃が[80]後の犯行で用いた回転式拳銃（38口径・計5発を装填可能）で[6]、横浜市内の公園に穴を掘って隠していた[79]。
- 1995年（平成7年）3月 - 傷害罪で罰金刑に処された[8]。この事件は1994年（平成6年）ごろ、事業が落ち目になっていた際、屋台を出す場所を巡ってトラブルになり、相手をビール瓶で殴ったことで高島平警察署（警視庁）に逮捕されたもので、東京簡裁から罰金20万円を言い渡されたが、妻は留置中（約1週間）に一度も熊谷の下へ面会に訪れず、罰金も払わなかった[81]。これ以降は露天の仕事に見切りをつけ、横浜の警備会社で警備員として働いたが、3か月後（1995年3月ごろ）に退職[82]。やがて妻との関係が冷え込み[83]、妻が娘に夫（熊谷）の前科を吐露したこときっかけで熊谷は激怒し、出刃包丁を妻に突きつけて「今まで俺が渡した金を出せ」と脅した[84]。しかしこの時は娘が体を張って制止[注 20]し、熊谷は包丁を連れ子の長男に渡して家を去った（約10日後に離婚成立）[85]。

離婚後、熊谷はタクシー運転手として働くため第二種運転免許を取得しようとしたが、結局は失敗に終わり、再び犯罪に手を染めた。熊谷は1996年（平成8年）1月、神奈川県横浜市中区の路上で地方銀行支店の嘱託職員を金属製工具で殴り、小切手などを強奪する事件を起こし、同年2月2日に強盗致傷容疑で伊勢佐木警察署（神奈川県警）に逮捕された。同年5月、強盗致傷罪に問われた熊谷は、横浜地裁で懲役6年の実刑判決を受け、網走刑務所に服役したが、その間も（後に本事件で用いた）拳銃を用いてキヨスク事務所から売上金を強奪する強盗計画を練り続けた。そして、「東京駅のキヨスク両替所には駅の各売店から現金が集まってくるだろうから、大金があるはずだ」と漠然と考えるようになり、次第に「キヨスクの集金事務所」（実在しない）の襲撃を強く決意していった。
その後仮釈放され、2002年（平成14年）1月9日に網走刑務所を出所したが、先述の強盗計画を実行に移すために自動車を盗む事件を起こした。これにより、同年9月に玉川警察署（警視庁）に逮捕され、11月には窃盗罪で懲役1年2月に処された。2003年（平成15年）から福島刑務所に服役したが、その間、その窃盗事件が強盗目的であることや、拳銃を隠匿所持していることをすべて隠していたほか、服役中も強盗計画を抱き続け、そのための体力づくりに励んだ。そして2004年4月11日、熊谷は刑期を終え、翌12日に福島刑務所を出所した。

## 事件の経緯
出所後、熊谷は犯行実行に備え、レンタカーで運転を練習しながら、東京駅までの走行時間の下調べ、犯行に用いる衣服・道具の購入などの準備を行った。そして「もし犯行に失敗しても、拳銃で自殺すればいい」と考えつつ、同年4月26日には最後の下調べとして東京駅を訪れた。熊谷は他人を信用していなかったため、共犯者を誘うつもりはなく、単独で犯行を決行した。また、犯行前は港の見える丘公園で別れた妻・娘（事件当時18歳）とともに過ごした日々に思いを馳せたり、「キヨスクを襲撃して大金を得たら、罪滅ぼしのために人助けに生きてみよう」と考えたりしていた。

### 東京駅放火未遂事件
2004年5月3日、熊谷は決行の際に身につける服装・鞄や拳銃を持って石川町駅（JR東日本・根岸線）から東京駅（東海道線）へ向かったが、地下5階の入り口はシャッターが閉まっていた。当時は連休（ゴールデンウィーク）中だったため、熊谷は「（事務所のシャッターは）今は閉まっている」と考えて仮宿舎に戻った。その上で「キヨスクのような大きな組織を襲うためには、銃弾6発では足りない。万が一（拳銃での強盗に）失敗して追手に囲まれたら、油を撒いて点火し、拳銃で自殺しよう」と考え、ペットボトルに灯油を入れて持参した。そして同年5月5日に衣服・結束バンド12本・マスク・サングラス・拳銃および銃弾・灯油500 mlを用意して襲撃の準備を済ませ、翌5月6日に決行することを決めた。
犯行当日（2004年5月6日）、熊谷は7時40分ごろに石川町駅を出発して東京駅へ向かい、8時45分ごろに東京駅丸の内北口の改札を出ると、駅構内で作業シャツに着替え、ヘルメットを被った。そして地下2階に下りて地下5階までエレベーターに向かおうとしたが、エレベーターは4階までにしか行けなかったため、やむを得ず地下3階でエレベーターを降り、非常階段で地下5階へ向かった。その上で地下5階にてキヨスクの社員が出社する時刻を見計らったが、しばらく待っても誰も来なかったため、近くにあった台車にゴミの容器を載せ、その上に手提げバッグを置いてエレベーターに乗ったが、そのエレベーターにビールを運搬する人物が乗り込み、怪訝そうな表情で「何階に行くんですか？」と訊かれた。このため、熊谷は「地下5階です」と答えたが、相手から「地下5階には行けませんよ」と返されたため、「地下3階」と答え直した。熊谷はその人物の言葉から「キヨスクの事務所は地下3階だろう」と考え、同階で事務所を探したが見当たらず、地下2階も探してみたが見つけられなかった。この時、熊谷は時計を忘れていたために時間を正確に把握することができず、このことも（標的の事務所が見つからないことと合わさって）焦りを大きくしていた。
やがて熊谷は「今日はひとまず引き上げて、再度決行しよう」とも考えたが、襲撃場所がわからないことに加え、時間的・経済的にも余裕がなかったことから追い詰められていた中で灯油の存在を思い出し、鞄から取り出した。そして16時ごろ、熊谷は東京駅の地下3階倉庫で、灯油を台車に積まれていたダンボールに撒き、その上にライターで点火したティッシュペーパーを投げ込んで点火した。これにより、廃棄するため置いてあったエアコン・ペンキ缶などが焼けたが、建物に燃え移る前に消火され、放火は未遂に終わった。怪我人は出なかったが、横須賀・総武快速線ホーム（地下5階）などに煙が充満し、同線の電車上下6本が東京駅を通過し、乗客約300人が避難した。
点火後、熊谷はエレベーターで地上に出て駅へ歩き、東海道線で石川町に戻り、宿舎にしていた事務所でヘルメット・作業服を処分した。

### 横浜中華料理店主射殺事件
東京駅放火未遂事件から10日あまりが経過しても熊谷の身辺には捜査の手はおよばず、熊谷は別の犯罪で金を得ようとした。そして、かつて勤務していた横浜市神奈川区台町の警備会社（横浜駅西口付近）の事務所を標的として、拳銃を利用した強盗を企てた。
2004年5月27日14時ごろ、熊谷はその事務所に従業員の給料用の現金を強取しようと企てて侵入。事務所に1人でいた男性警備員（当時64歳）に拳銃を突きつけ「金を出せ」などと脅した上で引き出しなどを物色したが、金がなかったため、何も取らず逃走した。思うように金を手に入れられないことに焦った熊谷は、「横浜中華街の店主宅へ強盗に押し入れば、1,000万円くらいは手に入るだろう」と思いつき、そのために22時ごろに下見に出た。そして、神奈川区の事件から2日後には中華料理店主宅で強盗殺人事件を起こした。
2004年5月29日22時50分ごろ、横浜中華街で中華料理店「白楽天」を経営していた男性（当時77歳）が横浜市中区鷺山の自宅玄関前で射殺され、手提げバッグ（現金約43万5,000円入り）などを奪われた。これは熊谷が被害者の店主から売上金を強取する目的で行った犯行で、熊谷は同日、18時ごろに軍手を嵌め、拳銃を紐で首に吊るしてポケットに入れた状態で家を出た。そして同日22時ごろ、熊谷は標的の店主宅に向かい、同20分ごろに着くとそのまま店主の帰宅を待ち伏せた。そして店主が帰宅すると、熊谷は植え込みから飛び出して店主に拳銃を突きつけたが、店主から抵抗され拳銃を奪われそうになったため、引き金を引いた。この時、銃口は店主の右頬に密着した状態で、店主は頭部を撃ち抜かれた衝撃で1 mほど後方に吹っ飛んで転倒し、間もなく死亡した。熊谷は店主の鞄を奪って逃走し、本牧通りでタクシーに乗車して中華街で降車し、ねぐらの事務所に戻ったが、現金は40万円ほどしかなかった。
神奈川県警察（捜査一課など）は山手警察署内に捜査本部を設置し、強盗殺人事件として本事件を捜査したが、事件発生から1か月間で有力な手がかりは得られず、熊谷の犯行が判明するまで未解決となっていた。

### 渋谷駅で銃撃事件
熊谷は被害者Aを殺害した後、犯行を後悔しながらも自身が逮捕されることを恐れ、事件翌日には友人から提供してもらっていた横浜中華街のねぐらを引き払い、山谷のドヤ（簡易宿泊所）に移動した。その後、「渋谷駅の地下事務所には大金庫があり、1週間分の売上が貯め込まれている」と考え、同駅で駅員を襲撃して売上金を奪うことを決めた。熊谷はそれに向けて下見を始め、駅員の通り道を確認し、事件の数日前には簡宿を出てレンタカーを借り、車中泊した。熊谷は事件当時、「犯行後、手にした金を元手に六本木で、世界でも類を見ないような酒場を経営したい」と考えていたが、事件後に自著 (2006) で「今思えば襲撃そのものも、その人生設計も妄想の産物に過ぎなかった」と回顧している。また、事件直前には残された自身の娘の行く末を案じつつ、「もし襲撃が失敗すれば、自分には死刑か自殺しか道は残っていない」と考えていた。
事件当日（2004年6月23日）8時45分ごろ、熊谷は拳銃を持って渋谷駅に向かい、駅員を待ち伏せていたところ、駅員が通りかかった。この駅員が本事件の被害者男性（事件当時32歳・東京メトロ渋谷駅務区統括駅務係）で、男性は渋谷駅（銀座線）での泊まり勤務を終え、着替えのための洗面道具などを入れた紙袋を持ち、半蔵門線の駅事務所（地下1階）に向かっていた。熊谷は駅員の後をつけ、地下鉄定期券売り場（半蔵門線）の5, 6メートル手前で駅員に近づき、紙袋をひったくろうとした。駅員は抵抗したが、熊谷は駅員の横腹に拳銃を突きつけ「おとなしく（紙袋を）こっちへ渡せ！渡さないと撃つぞ！」と脅した。しかし駅員が紙袋を離さなかったため、熊谷は殺意を有した上で拳銃の引き金を引いて発砲した。そして紙袋を奪い、駅構内に入って東急東横線のホームに向かい、同線の特急電車に乗車して逃走したが、電車の中で奪った紙袋の中身を調べたところ、金銭は入っていなかった。熊谷は自由が丘駅で下車し、ゴミ箱に帽子・奪った紙袋を捨て、しばらく歩いた先にあったバス停からバスに乗車していったん渋谷に戻り、レンタカーの車内で着替えて横浜へ移動し、蒔田公園で車中泊した。熊谷は当時の心境について、自著 (2006) で「自分の命を賭けてまで無意味な犯行を重ねたことに慄然とし、『キヨスク襲撃に失敗した時に自殺すべきだった』と後悔した」と述べている。
銃撃された被害者の駅員は右腹部に銃弾を受けて重傷を負い、東京都立広尾病院に搬送された。命に別状はなかったが、全治まで約3か月間を要する胃損傷などのほか、脊椎損傷などの傷害を負った。そのため、回復不能な右足の完全麻痺など、重篤な後遺症を負って社会的活動を著しく制約され、生活・人生を大きく狂わされた。事件を受け、東京メトロは事件翌日（6月24日）朝から乗降客の多いターミナル駅計14駅で警備員を1, 2人増員し、特に現場となった渋谷駅では警備員を通常の2人から4人に増やして構内を巡回させた。

## 捜査
同年6月26日、熊谷は友人2人に渋谷駅の事件と自殺の決意を語ったが、自首することを勧められた。このため自首を決意し、新橋駅の烏森口まで車で移動すると、「どうせ死んでいくなら、『天下を騒がせた男』として世間に印象を残そう」と考え、NHKに「渋谷駅で事件を起こした犯人だ。今から警視庁に出頭する。（午後）6時15分ごろには警視庁の玄関先に着くだろう」と電話し、宣言通り警視庁に出頭した。18時20分ごろ、熊谷は警視庁本部庁舎（東京都千代田区霞が関）の正面玄関にレンタカーで乗り付け、警察官にウエストバッグに入った拳銃を見せ、「渋谷で拳銃を撃ったのは自分だ」と名乗り出た。このため、警視庁捜査一課と渋谷警察署は銃刀法違反（所持）の現行犯で熊谷を逮捕した。
その後、熊谷が所持していた拳銃（38口径・回転式拳銃）の発射実験で弾丸を確認したところ、渋谷駅事件の被害者の体内から摘出された弾丸と線条痕が一致したため、渋谷駅事件は熊谷の犯行と断定された。そしてその線条痕や熊谷の指紋は、横浜中華料理店主射殺事件の現場に遺留された銃弾の線条痕や指紋とそれぞれ一致したため、同事件も熊谷の犯行であることが判明した。熊谷は同事件について、山手署（神奈川県警）特捜本部の任意聴取の段階では容疑を認めたが、逮捕後には一転して容疑を否認し、『事件当時はサウナにいた」などと供述した。しかし、結局は再び容疑を認め、「300万円の借金があり、それを返すためにやった」と供述した。
| 事件名                               | 罪状                     | 担当捜査機関         | 逮捕日  | 送検日  | 起訴日  |
| ------------------------------------ | ------------------------ | -------------------- | ------- | ------- | ------- |
| 渋谷駅駅員銃撃事件                   | 銃刀法違反               | 警視庁・東京地検     | 6月26日 |         | 7月22日 |
| 渋谷駅駅員銃撃事件                   | 強盗殺人未遂罪           | 警視庁・東京地検     | 7月1日  |         | 7月22日 |
| 横浜中華料理店主射殺事件             | 強盗殺人罪               | 神奈川県警・横浜地検 | 8月2日  |         | 8月23日 |
| 横浜市神奈川区内における強盗未遂事件 | 建造物侵入罪・強盗未遂罪 | 神奈川県警・横浜地検 |         | 8月31日 | 9月6日  |
| 東京駅放火未遂事件                   | 現住建造物等放火未遂罪   | 警視庁・東京地検     | 9月17日 |         | 10月8日 |

## 刑事裁判

### 第一審
刑事裁判の初公判は2004年12月14日に東京地方裁判所（中谷雄二郎裁判長）で開かれ、被告人・熊谷徳久は起訴事実をいずれも認めた。
2005年（平成17年）12月2日に東京地裁（毛利晴光裁判長）で論告求刑公判が開かれ、検察官は被告人・熊谷に対し「事業資金を得ることを目的にした私欲のための極悪非道な犯行で、反省の念は皆無」として死刑を求刑した。公判は2006年（平成18年）1月10日に結審し、同日の最終弁論で弁護人は事実関係を認めた上で「熊谷は反省して自首しており、更生する可能性もある」と述べ、無期懲役を求めた。
2006年4月17日に第一審判決公判が開かれ、東京地裁（毛利晴光裁判長）は被告人・熊谷に無期懲役判決を言い渡した。東京地裁 (2006) は判決理由で、「（熊谷は起訴事実を認めて被害者遺族らに謝罪したが）供述には反省・悔悟の情が十分に表れていない。犯罪への傾向は矯正困難なほどに深化しており、再犯の可能性も高い。犯行態様の凶悪さを考えれば死刑を選択することも考えられる」と指摘した一方で、無期懲役を適用した量刑理由について「熊谷は不遇な環境で生育した一方、殺人の前科はなく、殺害された被害者の人数も1人にとどまっている。死刑には躊躇を感じざるを得ない」と説明した。その一方で、仮出所については「慎重な運用がなされるべきだ」と補足した。

### 控訴審
無期懲役判決後、熊谷は安堵していたが、検察官は「無期懲役では不当」として、同年4月末（控訴期限直前）で控訴した。
2007年（平成19年）4月25日に控訴審判決公判が開かれ、東京高等裁判所第5刑事部（高橋省吾裁判長）は第一審判決（無期懲役）を破棄（自判）し、求刑通り熊谷に死刑判決を言い渡した。東京高裁 (2007) は「拳銃の使用による犯行は殺傷能力が極めて高く、多数の人間を殺傷することも可能で、狙われた人々の近くにいた無関係な人々も流れ弾などによって巻き添えになる虞が大きい。それだけに、他の凶器による犯行以上に危険かつ悪質で、社会的な非難が強いことを考慮する必要がある」と指摘した上で、熊谷が過去に強盗致傷など多数の前科を有していることや、服役中に新たな犯罪計画を練り、確定的殺意を有した上で被害者2人に対し殺傷力の高い拳銃を至近距離から発砲して殺傷した点（犯行の残虐さ）などを重視し、「度重なる矯正教育を受けたにも拘らず、犯罪傾向が深化している。犯行間隔も一層短くなり、犯罪性質も人命を奪う重大犯罪を躊躇せずに行うようになるなど、一段と悪化している。過去に殺人および強盗殺人などの前科がないこと、不遇な生い立ち、渋谷事件の被害者・家族や横浜事件の被害者遺族らに謝罪の手紙を送っていること、強盗殺人（横浜中華料理店主射殺事件）以外の罪状については自首が成立することなどを考慮し、死刑は真にやむを得ないと認められる場合にのみ選択が許される究極の刑罰であることなどを最大限に斟酌しても、熊谷には死刑をもって臨むほかない」と判断した。
熊谷の弁護人は翌26日付で最高裁へ上告した。

### 上告審
2011年（平成23年）2月1日に最高裁判所第三小法廷（田原睦夫裁判長）で上告審口頭弁論公判が開かれ、熊谷の弁護人は「殺害された被害者は1人で、死刑は重すぎる」と主張した一方、検察官は上告棄却を求めた。
2011年3月1日に上告審判決公判が開かれ、最高裁第三小法廷（田原睦夫裁判長）は控訴審の死刑判決を支持して被告人・熊谷の上告を棄却する判決を言い渡した。この判決により2011年3月12日付で熊谷の死刑が確定し、死刑囚・熊谷徳久は2013年（平成25年）9月12日に収監先・東京拘置所で死刑を執行された（73歳没 / 法務大臣・谷垣禎一）。